# Мевлеви Хане
Мевлеви Хане е бивш дервишев мюсюлмански манастир от периода на Ранното средновековие, разположен в архитектурен резерват Стария град на склона на Джамбаз тепе в Пловдив.

## История
Мевлеви Хане се намира в Стария град в Пловдив и е единственият дервишев манастир от този тип, който е бил мюсюлмански. Той е принадлежал на персийската религиозна общност от Ордена на танцуващите дервиши, или известните още мавлевии. Някога на това място, което е свързано с източната крепостна стена на града пред северния склон на Джамбаз тепе, е съществувал християнски храм. Предполага се, че той е разрушен през 1410 г. по време на междуособици в османската държава.
В миналото, манастирският комплекс е включвал молитвен дом–джамия, зала за ритуални танци на дервиши и жилищни постройки. По-късно манастирът е изоставен и от него оцелява само ритуалната зала за танци.
Северно от сградата на Мевлеви хане са разкрити част от крепостната стена на древния град откъм вътрешната страна с прилепени към нея помещения с различни функции. Сега находките са експонирани в подземна зала, устроена под дворното пространство на манастирския комплекс.
Счита се, че орденът Мевлеви е отмрял около началото на ХХ в. и вероятно е действал по тези места около сто години. Днес сградата функционира като комплекс в ориенто-персийски стил, носещ името „Пълдин“. Комплексът е открит на 4 септември 1974 г.

## Характеристики
Според описанията, в средата таванът е бил украсен с резбарско слънце. Основната сграда е била с приблизително квадратна форма, с размери 14 на 16 м. Вътре е имало зала, оформена от осем дъбови колони, носещи тавана с дъсчена обшивка. Историците твърдят, че е имало отстъп с измазан холкел, изписан с гирлянди и осем медальона с цитати от Корана. Добре е съхранено текето на танцуващите дервиши на Джелаледдин Руми „Мевлеви хане“.
Външната архитектура на сградата е скромна, но богатият на резби и стенописи интериор показва разточителство. Изпълнението на детайлите в украсата свидетелства за уменията на българските майстори строители от епохата на Възраждането, както и за влиянието, което те упражняват с изкуството си дори в османските култови сгради.